# نادي أونتينيينت
نادي أونتينيينت لكرة القدم (بالإسبانية: Ontinyent Club de Futbol)‏ نادي كرة قدم إسباني يلعب في دوري الدرجة الثالثة الإسباني. تم تأسيس النادي في عام 1931.

## روابط خارجية
- Ontinyent CF